# María Teresa Torró Flor
María Teresa Torró Flor (Villena, 2 de maio de 1992) é uma tenista profissional espanhola.

## WTA finais

### Simples (1–0)
| Legenda                             |
| ----------------------------------- |
| Grand Slam (0–0)                    |
| WTA Tour (0–0)                      |
| Premier Mandatory & Premier 5 (0–0) |
| Premier (0–0)                       |
| International (1–0)                 |

| Finais por Piso |
| --------------- |
| Duro (0–0)      |
| Saibro (1–0)    |
| Grama (0–0)     |
| Carpete (0–0)   |

| Posição | N. | Data          | Torneio                                   | Piso   | Oponente       | Placar        |
| ------- | -- | ------------- | ----------------------------------------- | ------ | -------------- | ------------- |
| Campeã  | 1. | 27 Abril 2014 | Marrakech Grand Prix, Marrakesh, Marrocos | Saibro | Romina Oprandi | 6–3, 3–6, 6–3 |

### Duplas (3–1)
| Legenda                             |
| ----------------------------------- |
| Grand Slam (0–0)                    |
| WTA Tour (0–0)                      |
| Premier Mandatory & Premier 5 (0–0) |
| Premier (0–0)                       |
| International (3–1)                 |

| Finais por Piso |
| --------------- |
| Duro (2–0)      |
| Saibro (1–1)    |
| Grama (0–0)     |
| Carpete (0–0)   |

| Posição | N. | Data              | Torneio                                   | Piso   | Parceira          | Oponentes                           | Placar                 |
| ------- | -- | ----------------- | ----------------------------------------- | ------ | ----------------- | ----------------------------------- | ---------------------- |
| Campeã  | 1. | 12 Janeiro 2013   | Hobart International, Hobart, Austrália   | Duro   | Garbiñe Muguruza  | Tímea Babos Mandy Minella           | 6–3, 7–6(7–5)          |
| Vice    | 1. | 13 Julho 2014     | Gastein Ladies, Bad Gastein, Áustria      | Saibro | Andreja Klepač    | Karolína Plíšková Kristýna Plíšková | 6–4, 3–6, [6–10]       |
| Campeã  | 2. | 20 Julho 2014     | Swedish Open, Båstad, Suécia              | Saibro | Andreja Klepač    | Jocelyn Rae Anna Smith              | 6–1, 6–1               |
| Campeã  | 3. | 28 Fevereiro 2015 | Abierto Mexicano Telcel, Acapulco, México | Duro   | Lara Arruabarrena | Andrea Hlaváčková Lucie Hradecká    | 7–6(7–2), 5–7, [13–11] |

## Junior Grand Slam finais

### Duplas
| Posição | Ano  | Campeonato    | Piso   | Parceira          | Oponentes                   | Placar   |
| ------- | ---- | ------------- | ------ | ----------------- | --------------------------- | -------- |
| Vice    | 2010 | Roland Garros | Saibro | Lara Arruabarrena | Tímea Babos Sloane Stephens | 2–6, 3–6 |